# Theodore Medad Pomeroy

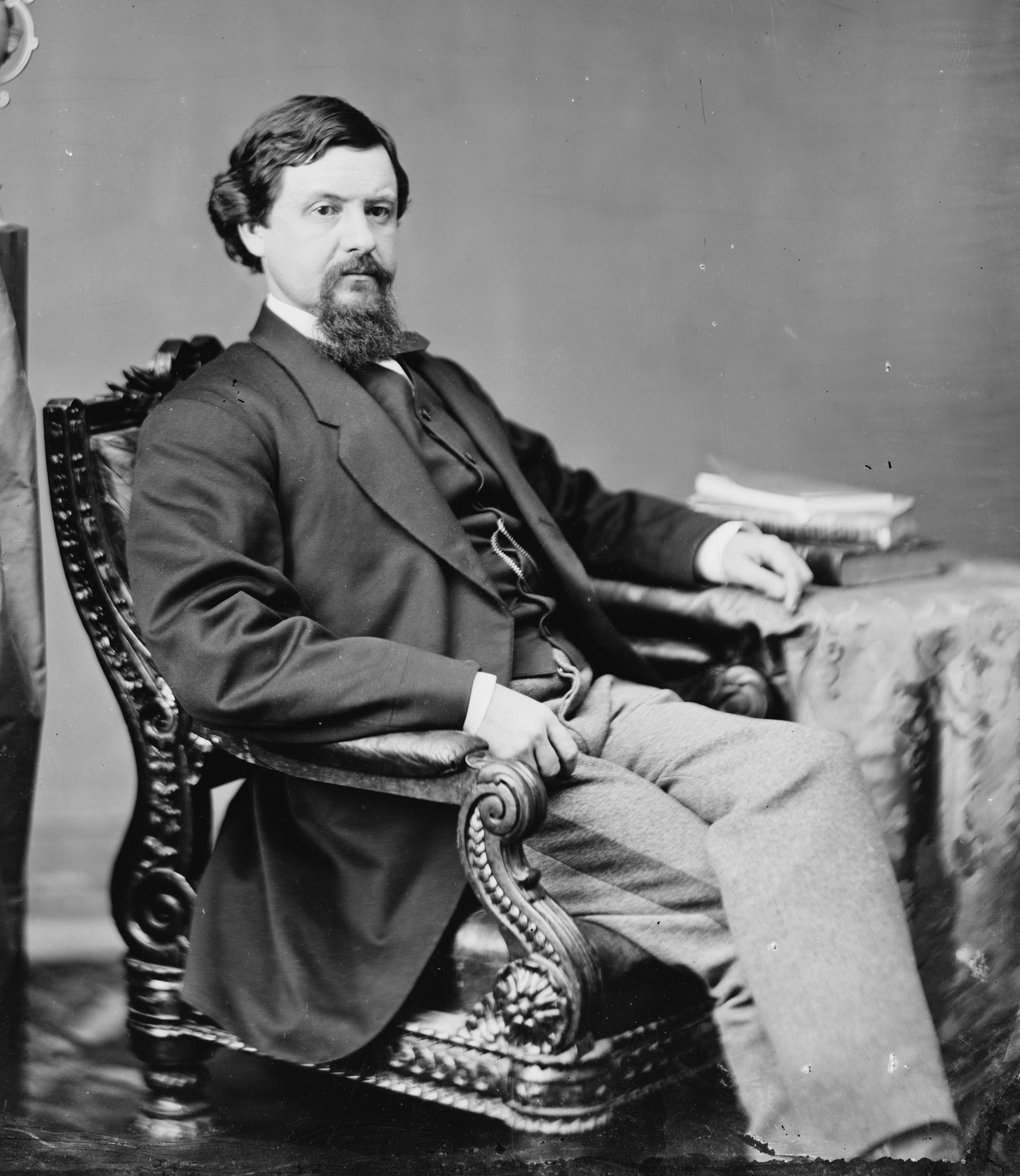
Theodore Medad Pomeroy

Theodore Medad Pomeroy (* 31. Dezember 1824 in Cayuga, New York; † 23. März 1905 in Auburn, New York) war ein US-amerikanischer Politiker (Republikanische Partei), der den Bundesstaat New York im Repräsentantenhaus der Vereinigten Staaten vertrat.

## Leben
Er studierte am Hamilton College Jura. Pomeroy war von 1850 bis 1856 Bezirksstaatsanwalt im Cayuga County. Er wurde dann im Jahre 1857 Abgeordneter im Repräsentantenhaus von New York.
Pomeroy vertrat von 4. März 1861 bis zum 3. März 1863 den 24. Kongressdistrikt New Yorks sowie vom 4. März 1863 bis zum 4. März 1869 den 25. Kongressdistrikt New Yorks im Repräsentantenhaus. Als Sprecher des Repräsentantenhauses leitete er für einen Tag nach dem Rücktritt von Schuyler Colfax vom 3. März 1869 bis zum Mittag des folgenden Tages, als seine letzte Amtszeit ablief, diese Parlamentskammer. Er war im Anschluss an seine Laufbahn im Repräsentantenhaus in den Jahren zwischen 1875 und 1876 Bürgermeister von Auburn sowie von 1878 bis 1879 Mitglied des Senats von New York.
Pomeroy ist auf dem Fort Hill Cemetery in seiner Heimatstadt Auburn begraben.